# Gambie aux Jeux olympiques d'été de 2024
La Gambie participe aux Jeux olympiques de 2024 à Paris. Il s'agit de sa 11e participation à des Jeux olympiques d'été.
Le judoka Faye Njie et l'athlète Gina Bass sont nommés porte-drapeaux de la délégation gambienne.

## Nombre d’athlètes qualifiés par sport
Voici la liste des qualifiés et sélectionnés gambiens par sport (remplaçants compris) :
| Sport      | Hommes | Femmes | Total |
| ---------- | ------ | ------ | ----- |
| Athlétisme | 1      | 2      | 3     |
| Judo       | 1      | 0      | 1     |
| Natation   | 1      | 1      | 2     |
| Taekwondo  | 1      | 0      | 1     |
| Total      | 4      | 3      | 7     |

## Résultats

### Athlétisme

#### Hommes
| Athlètes             | Épreuve | Premier tour (ou tour préliminaire) | Premier tour (ou tour préliminaire) | Repêchage (ou premier tour) | Repêchage (ou premier tour) | Demi-finales | Demi-finales | Finale  | Finale  |
| Athlètes             | Épreuve | Temps                               | Rang                                | Temps                       | Rang                        | Temps        | Rang         | Temps   | Rang    |
| -------------------- | ------- | ----------------------------------- | ----------------------------------- | --------------------------- | --------------------------- | ------------ | ------------ | ------- | ------- |
| Ebrahima Camara (en) | 100 m   | 10 s 29                             | 1er                                 | 10 s 21                     | 4e                          | Éliminé      | Éliminé      | Éliminé | Éliminé |

#### Femmes
| Athlètes    | Épreuve | Premier tour (ou tour préliminaire) | Premier tour (ou tour préliminaire) | Repêchage (ou premier tour) | Repêchage (ou premier tour) | Demi-finales | Demi-finales | Finale   | Finale   |
| Athlètes    | Épreuve | Temps                               | Rang                                | Temps                       | Rang                        | Temps        | Rang         | Temps    | Rang     |
| ----------- | ------- | ----------------------------------- | ----------------------------------- | --------------------------- | --------------------------- | ------------ | ------------ | -------- | -------- |
| Gina Bass   | 100 m   | Exemptée                            | Exemptée                            | 11 s 01                     | 1re                         | 11 s 10      | 3e           | Éliminée | Éliminée |
| Gina Bass   | 200 m   | 22 s 84                             | 3e                                  | Exemptée                    | Exemptée                    | 22 s 64      | 4e           | Éliminée | Éliminée |
| Sanu Jallow | 800 m   | 2 min 3 s 91 NR                     | 7e                                  | 2 min 4 s 44                | 6e                          | Éliminée     | Éliminée     | Éliminée | Éliminée |

### Judo
| Athlète   | Compétition    | 1er tour              | 2e tour             | Quart de finale     | Demi-finale         | Repêchage           | Finale / CB         | Rang    |
| Athlète   | Compétition    | Adversaire Résultat   | Adversaire Résultat | Adversaire Résultat | Adversaire Résultat | Adversaire Résultat | Adversaire Résultat | Rang    |
| --------- | -------------- | --------------------- | ------------------- | ------------------- | ------------------- | ------------------- | ------------------- | ------- |
| Faye Njie | Moins de 73 kg | Cases Défaite 00 - 10 | Éliminé             | Éliminé             | Éliminé             | Éliminé             | Éliminé             | Éliminé |

### Natation
| Athlète     | Épreuve         | Séries  | Séries | Demi-finales | Demi-finales | Finale  | Finale  |
| Athlète     | Épreuve         | Temps   | Rang   | Temps        | Rang         | Temps   | Rang    |
| ----------- | --------------- | ------- | ------ | ------------ | ------------ | ------- | ------- |
| Ousman Jobe | 50 m nage libre | 26 s 97 | 61e    | Éliminé      | Éliminé      | Éliminé | Éliminé |

| Aminata Barrow (en) | 100 m brasse | 1 min 15 s 12 | 36e | Éliminée | Éliminée | Éliminée | Éliminée | Éliminée | Éliminée |

### Taekwondo
| Athlète         | Compétition    | Éliminatoires       | Huitième de finale       | Quart de finale     | Demi-finale         | Repêchage           | Finale / CB         | Rang    |
| Athlète         | Compétition    | Adversaire Résultat | Adversaire Résultat      | Adversaire Résultat | Adversaire Résultat | Adversaire Résultat | Adversaire Résultat | Rang    |
| --------------- | -------------- | ------------------- | ------------------------ | ------------------- | ------------------- | ------------------- | ------------------- | ------- |
| Alasan Ann (en) | Moins de 80 kg | Exempté             | Šapina Défaite 1-7, 1-10 | Éliminé             | Éliminé             | Éliminé             | Éliminé             | Éliminé |